# Задвір'я (станція)
Задвір'я — проміжна залізнична станція 4-го класу Львівської дирекції Львівської залізниці на електрифікованій лінії Тернопіль — Львів між станціями Борщовичі (14 км) та Красне (13 км). Розташована у селі Задвір'я Золочівського району Львівської області.

## Історія
Станція відкрита 1869 року, до 1974 року офіційно використовувалася польська версія назви — Задвуже (пол. Zadwórze).
У 1966 році станція електрифікована змінним струмом (~25 кВ) в складі дільниці Красне — Львів.
У 2007 році відреставровано фасад залізничного вокзалу станції і відремонтовано зал чекання. В рамках підготовки до Чемпіонату Європи з футболу 2012 та впровадження швидкісного руху на маршруті Київ — Львів, було ліквідовано острівну платформу і встановлено ще одну бічну (п'яту колію було демонтовано, тому нині їх залишилось лише чотири).

## Подія
9 квітня 2018 року, приблизно о 09:30, на станції зійшов з рейок вантажний поїзд, вагони поїзда в буквальному сенсі повилітали на весь шлях залізниці. Перевернулося мінімум 10 вагонів поїзда. Люди, які їхали в приміських електропоїздах, зранку були змушені пересідати на попутний автомобільний транспорт.
10 квітня 2018 року о 09:00 відновлений рух поїздів по станції Задвір'я.

## Пасажирське сполучення
На станції зупиняються приміські електропоїзди до кінцевих станцій Львів, Золочів, Тернопіль, Рівне, Здолбунів.